# Moritz von Schreiner

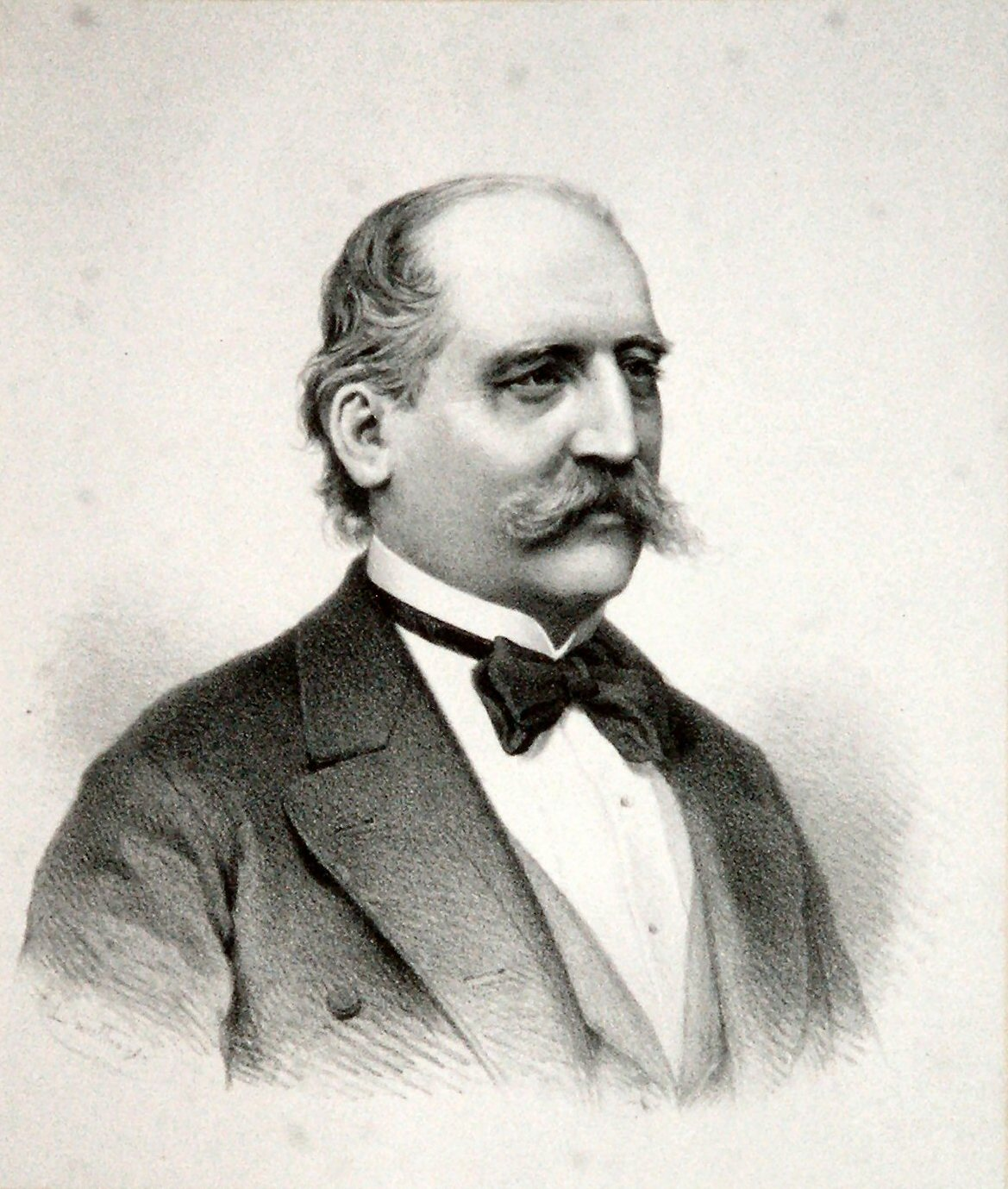
Moritz von Schreiner in einer Lithographie von Adolf Dauthage um 1870

Moritz von Schreiner (vollständig Ritter von Schreiner; * 4. oder 8. Dezember 1824 in Olmütz; † 17. März 1911 in Graz) war ein österreichischer Jurist und Politiker. Er war von 1870 bis 1873 Bürgermeister der Stadt Graz, von 1867 bis 1901 Abgeordneter zum Steirischen Landtag und von 1899 bis zu seinem Tod Mitglied des Herrenhauses.

## Familie
Moritz von Schreiner war Sohn des Juristen, Staatswissenschaftlers und Politikers Gustav Franz Xaver Schreiner (1793–1872), welcher 1828 aus Olmütz an die Universität Graz berufen und 1868 geadelt worden war. Der Diplomat Gustav Franz Freiherr von Schreiner (1821–1886) und der Eisenbahnmanager Adolf von Schreiner (1823–1899) waren Brüder von Moritz. Mit seiner Gattin Sophie (geb. Schweighofer, eine Nichte Karl Rechbauers) hatte Moritz von Schreiner zwei Söhne: den Juristen und Präsident des Musikvereins für Steiermark Emmerich von Schreiner (1867–1937) sowie den Dirigenten und Lehrer am Dresdner Konservatorium Friedrich Karl Gustav von Schreiner (1863–1910).

## Biographie
Nach Übersiedlung der Familie nach Graz besuchte Moritz von Schreiner dort das Akademische Gymnasium. Danach absolvierte er 1841/1842 an der Universität Graz die „philosophischen Studien“ (allgemeine Grundlagendkurse zur Vorbereitung auf ein spezifisches Studium) und studierte anschließend bis 1846 Rechtswissenschaft. Im selben Jahr trat er als Konzeptspraktikant der Kammerprokuratur in den öffentlichen Verwaltungsdienst ein. Sowohl Moritz als auch sein Bruder Adolf und deren Vater Gustav Franz Xaver traten im Zuge der Revolution von 1848/1849 politisch und publizistisch in Erscheinung – der Vater war von März bis Juli 1848 Redakteur der Grazer Zeitung. Moritz von Schreiner distanzierte sich jedoch von den Ereignissen des Wiener Oktoberaufstandes.
Im Verlauf der 1850er-Jahre absolvierte von Schreiner eine erfolgreiche Beamtenlaufbahn an verschiedenen Gerichten in Graz und Stainz sowie bei der Finanzprokuratur in Sopron. 1857 promovierte er in Graz zum Doctor iuris. 1862 verließ er den Staatsdienst und ließ sich in Graz als selbstständiger Rechtsanwalt nieder. Ab 1867 nahm von Schreiner seine politische Tätigkeit wieder auf, er wurde Gemeinderat in Graz und Abgeordneter zum Steirischen Landtag. In letzterem war er von 1873 bis 1897 als Ausschussmitglied zuständig für das Schulreferat. Gemäß seiner deutschnationalen Einstellung sorgte er sich dabei sehr um die Interessen der deutschsprachigen Bevölkerung in der Untersteiermark. 1901 schied von Schreiner aus dem Landtag aus, jedoch war er seit 1899 Mitglied des Herrenhauses (Oberhaus des österreichischen Reichsrates). Dort schloss er sich der Verfassungspartei an.
Im Mai 1870 wurde Moritz von Schreiner zum Bürgermeister gewählt. Infolge einer 1869 eingeführten neuen Gemeindeordnung unterschied man in Graz nun erstmals zwischen dem beratenden und beschließenden Gemeinderat und einem verwaltenden und ausführenden Stadtrat. Große administrative Umbrüche ergaben sich daraus, dass die Stadt nun nicht mehr in 15 Distrikte, sondern fünf Bezirke (I. Stadt, II. Jakomini, III. Geidorf, IV. Lend, V. Gries – der heutige II. Bezirk St. Leonhard wurde erst 1900 von Jakomini abgespalten und dieses fortan als VI. Bezirk nummeriert). Außerdem wurde der Stadtschulrat eingerichtet und das Bauamt deutlich vergrößert. Zur Verbesserung des Gesundheitswesens wurde der Posten eines Stadtphysikus geschaffen, welcher die sanitären Zustände überwachen sollte. Weitere gesundheitliche Fortschritte und geringere Instandhaltungskosten erhoffte man sich durch das Pflastern der bisher weitgehend geschotterten Straßen. Der Grazbach wurde überwölbt, ein generelles unterirdisches Kanalisationssystem lehnte der Gemeinderat hingegen ab. Stattdessen wurden die Exkremente einem Privatkonsortium, welches sie mit Pferdewägen einsammelte, gegen Gebühr zur Herstellung von Dünger überlassen. Aus dieser sogenannten Poudrettefabrik ging das heutige Veranstaltungszentrum Seifenfabrik hervor. Um die Stadtentwicklung besser überblicken zu können, wurden ein offizieller Stadtplan erstellt und ein städtisches Grundbuch eingeführt. Auch das Areal für den Neubau der Universität (also die Lage der heutigen Karl-Franzens Universität Graz) wurde unter von Schreiners Bürgermeisterschaft bestimmt. Zur Finanzierung großer Projekte in der beständig wachsenden Stadt beschloss man 1873, eine Anleihe in Höhe von 3,2 Millionen Gulden aufzunehmen. Seinen ursprünglichen Plan, für eine weitere dreijährige Amtsperiode als Bürgermeister zu amtieren, änderte von Schreiner mit Verweis darauf, sich vermehrt seiner Familie und seiner Geschäftstätigkeit widmen zu wollen und, dass außerdem regelmäßige Bürgermeisterwechsel stattfinden sollten.
Neben seinen politischen Mandaten bekleidete von Schreiner zahlreiche weitere Ämter, in welchen er auch für seine juristische Expertise geschätzt wurde. Unter anderem war er Präsident der Graz-Köflacher Eisenbahn- und Bergbaugesellschaft (ab 1875), der Grazer Tramway-Gesellschaft (ab 1891), der Leoben-Vordernberger Eisenbahn (ab 1896) und der Brauerei Brüder Reininghaus AG (ab 1903). Daneben war er Mitglied im Verwaltungsrat weiterer steirischer Unternehmen, hervorzuheben ist seine Tätigkeit für die Österreichisch-Alpine Montangesellschaft seit deren Gründung 1881. Abseits seiner wirtschaftlichen und juristischen Tätigkeiten war Moritz von Schreiner kulturbeflissen und wirkte als Präsident des Steiermärkischen Kunstvereines.